# Teencats
Teencats är ett rockabillyband från Norge. Bandet bildades 1984. 1986 släpptes deras första album Back To The 50’s With Rockabilly på kassett. 
Deras största hit var låten "Elisabeth" 1989, skriven av sångaren Stig Rune Reiten.

## Medlemmar
Nuvarande medlemmar
- Stig Rune Reiten – sång, gitarr, saxofon (1984–1996, 2000–2001, 2004–)
- Stein E. Reiten – trummor (1984–1996, 1999–2001, 2004–)
- Anders Westhagen – gitarr, sång (1987–1994, 1995–1996, 1999–2001, 2004–2008, 2013–)
- Mads E. Mikkelsen – basgitarr (1988–1993, 1995–1996, 2004–)

Tidigare medlemmar
- Ove Marken – akustisk gitarr (1984–1987, 1988–1990)
- Lars Harald Volla – basgitarr (1984–1986)
- Esten Graffsrønningen – bas (1986-1987)
- Steinar Øxseth – basgitarr (1987–1988)
- Robert Huldt – rytmgitarr (1990–1992)
- Stein Houmsmoen – basgitarr (1993–1994, 1995)
- Leif Ottesen – gitarr (1994–1995)
- Rune Tangen – basgitarr (1994–1995)

## Diskografi
Studioalbum
- Back To The 50’s With Rockabilly – 1986 (kassett) (Angel Records, självfinansierad)
- Teddy Bop – 1987 (LP) Rockhouse Records, Holland. (Back To The 50’s With Rockabilly som LP)
- Cat's Rhythm – 1987 (LP) Booze Records, Sverige.
- Teddy Boy Rock'n'Roll – 1989 (LP och CD) Sonet, Norge.
- Rock Around the Box – 1991 (LP och CD) Sonet, Norge.
- Footstompin' – 1993 (CD) Sonet, Norge.
- Cat's Rhythm – 2001 (CD) Booze Records, Sverige. (återutgåva på CD)

Singlar
- "Linda" – 1993
- "Kisses in the Moonlight" – 1993
- "Darling" – 1994

Samlingsalbum
- Past & Present – 1995 (CD) Sonet, Norge.
- Best of Teencats – 2001